# Mallinella slaburuprica
Mallinella slaburuprica là một loài nhện trong họ Zodariidae.
Loài này thuộc chi Mallinella. Mallinella slaburuprica được Alberto Barrion & James A. Litsinger miêu tả năm 1995.